# Leichtathletik-Weltmeisterschaften 1995/100 m Hürden der Frauen

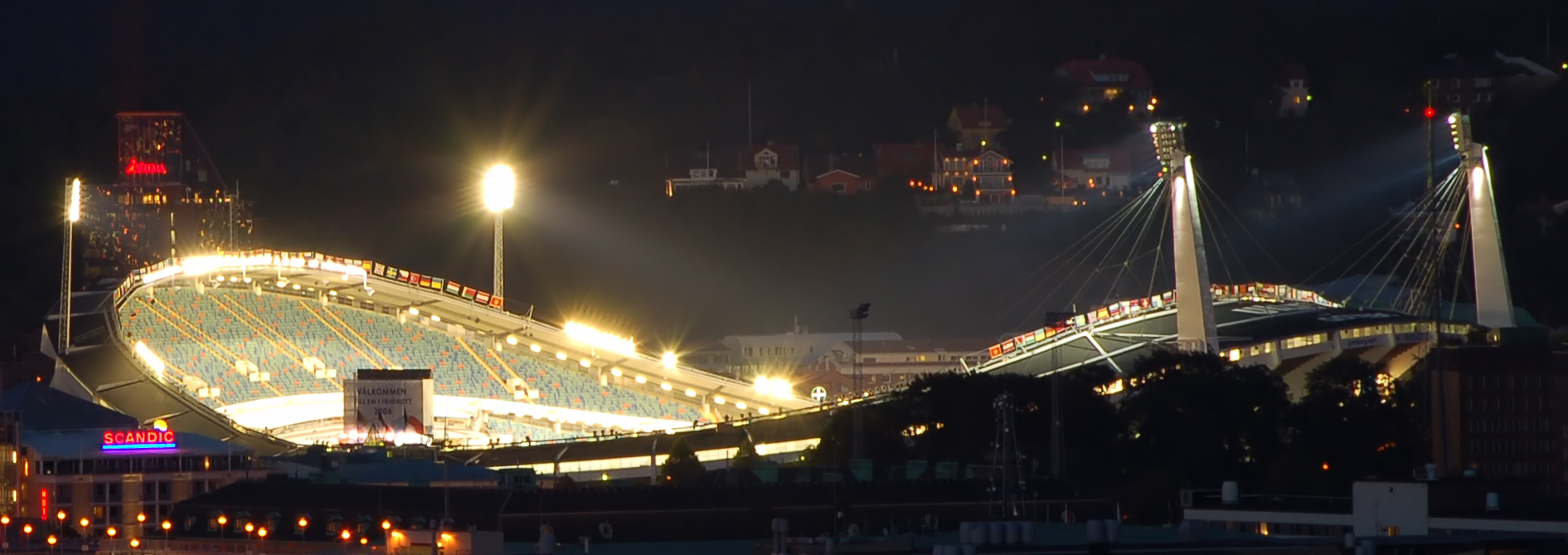
Das Göteborger Ullevi-Stadion im Jahr 2006

Der 100-Meter-Hürdenlauf der Frauen bei den Leichtathletik-Weltmeisterschaften 1995 wurde am 18. und 19. August 1995 im Göteborger Ullevi-Stadion ausgetragen.
Es siegte die zweifache Vizeweltmeisterin (1991 und 1993) Gail Devers aus den Vereinigten Staaten, die außerdem über 100 Meter 1992 Olympiasiegerin und 1993 Weltmeisterin war. Sie gewann vor der Asienrekordinhaberin Olga Schischigina aus Kasachstan. Bronze ging an die russische Vizeeuropameisterin von 1994 Julija Graudyn.

## Bestehende Rekorde
| Weltrekord               | 12,21 s | Jordanka Donkowa   | Stara Sagora, Bulgarien | 20. August 1988   |
| Weltmeisterschaftsrekord | 12,34 s | Ginka Sagortschewa | WM 1987 in Rom, Italien | 4. September 1987 |

Der bestehende WM-Rekord wurde bei diesen Weltmeisterschaften nicht eingestellt und nicht verbessert.

## Vorrunde
Die Vorrunde wurde in fünf Läufen durchgeführt. Die ersten beiden Athletinnen pro Lauf – hellblau unterlegt – sowie die darüber hinaus sechs zeitschnellsten Läuferinnen – hellgrün unterlegt – qualifizierten sich für das Halbfinale.

### Vorlauf 1
5. August 1995, 11:05 Uhr
Wind: −0,2 m/s
| Platz | Name            | Nation      | Zeit (s) |
| ----- | --------------- | ----------- | -------- |
| 1     | Brigita Bukovec | Slowenien   | 12,93    |
| 2     | Dionne Rose     | Jamaika     | 12,97    |
| 3     | Anne Piquereau  | Frankreich  | 13,05    |
| 4     | Caren Jung      | Deutschland | 13,13    |
| 5     | Carla Tuzzi     | Italien     | 13,32    |
| 6     | Chan Sau Ying   | Hongkong    | 13,53    |

### Vorlauf 2
5. August 1995, 11:11 Uhr
Wind: −0,6 m/s
| Platz | Name                  | Nation            | Zeit (s) |
| ----- | --------------------- | ----------------- | -------- |
| 1     | Tatjana Reschetnikowa | Russland          | 13,07    |
| 2     | Marsha Guialdo        | USA               | 13,08    |
| 3     | Monique Tourret       | Frankreich        | 13,13    |
| 4     | Birgit Hamann         | Deutschland       | 13,21    |
| 5     | María José Mardomingo | Spanien           | 13,31    |
| 6     | Isabel Abrantes       | Portugal          | 13,77    |
| DNF   | Hsu Hsiu-ying         | Chinesisch Taipeh |          |

### Vorlauf 3
5. August 1995, 11:17 Uhr
Wind: +0,4 m/s
| Platz | Name             | Nation      | Zeit (s) |
| ----- | ---------------- | ----------- | -------- |
| 1     | Julija Graudyn   | Russland    | 12,90    |
| 2     | Patricia Girard  | Frankreich  | 12,95    |
| 3     | Michelle Freeman | Jamaika     | 12,99    |
| 4     | Lidija Jurkowa   | Belarus     | 13,00    |
| 5     | Odalys Adams     | Kuba        | 13,33    |
| 6     | Heike Blaßneck   | Deutschland | 13,47    |
| DNS   | Gilda Massa      | Peru        |          |

### Vorlauf 4
5. August 1995, 11:23 Uhr
Wind: −0,2 m/s
| Platz | Name                  | Nation         | Zeit (s) |
| ----- | --------------------- | -------------- | -------- |
| 1     | Olga Schischigina     | Kasachstan     | 12,80    |
| 2     | Aliuska López         | Kuba           | 13,01    |
| 3     | Jackie Agyepong       | Großbritannien | 13,06    |
| 4     | Nicole Ramalalanirina | Madagaskar     | 13,13    |
| 5     | Doris Williams        | USA            | 13,33    |
| 6     | Sriyani Kulawansa     | Sri Lanka      | 13,45    |
| DNS   | Joyce Melendez        | Puerto Rico    |          |

### Vorlauf 5
5. August 1995, 11:29 Uhr
Wind: −1,0 m/s
| Platz | Name              | Nation              | Zeit (s) |
| ----- | ----------------- | ------------------- | -------- |
| 1     | Gillian Russell   | Jamaika             | 12,84    |
| 2     | Gail Devers       | USA                 | 12,85    |
| 3     | Julie Baumann     | Schweiz             | 12,99    |
| 4     | Olena Krassowska  | Ukraine             | 13,18    |
| 5     | Monica Grefstad   | Norwegen            | 13,30    |
| 6     | Zhou Jing         | Volksrepublik China | 13,61    |
| 7     | Véronique Linster | Luxemburg           | 13,74    |

## Halbfinale
Aus den beiden Halbfinalläufen qualifizierten sich die jeweils ersten vier Athletinnen – hellblau unterlegt – für das Finale.

### Halbfinallauf 1
5. August 1995, 18:20 Uhr
Wind: +0,1 m/s
| Platz | Name             | Nation         | Zeit (s) |
| ----- | ---------------- | -------------- | -------- |
| 1     | Gail Devers      | USA            | 12,67    |
| 2     | Gillian Russell  | Jamaika        | 12,74    |
| 3     | Julija Graudyn   | Russland       | 12,82    |
| 4     | Julie Baumann    | Schweiz        | 12,86    |
| 5     | Patricia Girard  | Frankreich     | 12,87    |
| 6     | Lidija Jurkowa   | Belarus        | 12,95    |
| 7     | Jackie Agyepong  | Großbritannien | 13,14    |
| 8     | Michelle Freeman | Jamaika        | 13,23    |

### Halbfinallauf 2
5. August 1995, 18:26 Uhr
Wind: −0,3 m/s
| Platz | Name                  | Nation     | Zeit (s) |
| ----- | --------------------- | ---------- | -------- |
| 1     | Olga Schischigina     | Kasachstan | 12,78    |
| 2     | Brigita Bukovec       | Slowenien  | 12,82    |
| 3     | Dionne Rose           | Jamaika    | 12,86    |
| 4     | Tatjana Reschetnikowa | Russland   | 12,88    |
| 5     | Marsha Guialdo        | USA        | 12,91    |
| 6     | Aliuska López         | Kuba       | 12,98    |
| 7     | Anne Piquereau        | Frankreich | 13,09    |
| 8     | Nicole Ramalalanirina | Madagaskar | 13,24    |

## Finale

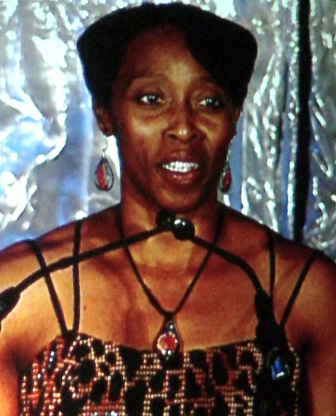
Nach zwei Silbermedaillen (1991/1993) errang Gail Devers diesmal Gold – über 100 Meter war sie 1992 Olympiasiegerin und 1993 Weltmeisterin

6. August 1995, 18:10 Uhr
Wind: +0,2 m/s
| Platz | Name                  | Nation     | Zeit (s) |
| ----- | --------------------- | ---------- | -------- |
| 1     | Gail Devers           | USA        | 12,68    |
| 2     | Olga Schischigina     | Kasachstan | 12,80    |
| 3     | Julija Graudyn        | Russland   | 12,85    |
| 4     | Tatjana Reschetnikowa | Russland   | 12,87    |
| 5     | Julie Baumann         | Schweiz    | 12,95    |
| 6     | Gillian Russell       | Jamaika    | 12,96    |
| 7     | Dionne Rose           | Jamaika    | 12,98    |
| 8     | Brigita Bukovec       | Slowenien  | 13,02    |

## Video
- Women's 100m Hurdles Final - 1995 IAAF World Athletics Championships auf youtube.com, abgerufen am 9. Juni 2020